# Scaphosepalum triceratops
Scaphosepalum triceratops är en orkidéart som beskrevs av Carlyle August Luer och Angel Andreetta. Scaphosepalum triceratops ingår i släktet Scaphosepalum och familjen orkidéer.
Artens utbredningsområde är Ecuador. Inga underarter finns listade i Catalogue of Life.